# Saranda (film 1970)
Saranda (Veinte pasos para la muerte) è un film italo-spagnolo del 1970 diretto da Manuel Esteba e da Antonio Mollica.

## Trama
Un giovane uomo di razza mista che si innamora perdutamente di una ragazza bianca, ma deve affrontare contro i pregiudizi razziali e di una banda di fuorilegge.